# Гусикэн, Ёко
Ёко Гусикэн (яп. 具志堅 用高 Гусикэн Ё:ко:, родился 26 июня 1955 года в городе Исигаки префектуры Окинава) — японский боксёр-профессионал, выступавший в первой наилегчайшей весовой категории с 1974 по 1981 гг. Экс-чемпионом мира по версии WBA в легком весе (1976-1981). Введен в 2015 году в Международный боксерский зал славы.
После ухода из бокса он остается популярным в Японии как Tarento, подписав контракт с Ohta Productions.

## Профессиональная карьера
Став профессиональным боксером, боролся за корону WBA в легком весе после всего лишь девяти профессиональных боев. Он победил Хуана Антонио Гусмана, хорошо подготовленного профессионала, нокаутом в седьмом раунде. Он пробыл чемпионом более четырех лет. В тринадцати боях защиты титула восемь он выиграл нокаутом.
Панамец Хайме Риос чуть не победил Гусикэна в 1977 и 1978 годах, но проиграл в последних раундах каждого матча. Другие победы были отмечены против будущих чемпионов Альфонсо Лопеса и Рафаэля Педраса. Как и в случае с Риосом, они проигрывали после многих раундов, вымотаные Гусикэном.
В своей тринадцатой защите титула он боролся с мексиканцем Педро Флоресом, победив с небольшим отрывом. В матче-реванше Флорес лучше сохранил свою энергию и победил Гусикэна нокаутом в двенадцатом раунде. Многие ожидали, что Гусикэн вернется на ринг, но он объявил о своем уходе через пять месяцев после поражения.